# Petra Andersson
Petra Linnéa Andersson, född 23 oktober 1993 i Stockholm, är en svensk fotbollsspelare.

## Klubbkarriär
Anderssons moderklubb är Hammarby IF. Därefter spelade hon för AIK. Andersson debuterade i Damallsvenskan den 26 maj 2009 i en 5–0-förlust mot Linköpings FC, där hon blev inbytt i den 83:e minuten mot Kimberly Gustafsson. Andersson spelade ytterligare en match under sin debutsäsong och i slutet av året skrev hon på sitt första A-lagskontrakt.
Den 4 maj 2013 gjorde Andersson sitt första mål i AIK i en 1–0-vinst över IFK Kalmar. Under 2013 blev hon även utsedd till lagkapten samt förlängde sitt kontrakt fram över säsongen 2015. Totalt spelade Andersson 115 tävlingsmatcher för AIK och gjorde tre mål.
I november 2015 värvades Andersson av Eskilstuna United. I januari 2018 meddelade Andersson att hon tog en paus från fotbollen på obestämd tid.

## Landslagskarriär
Andersson har spelat 10 landskamper för Sveriges U17-landslag, 23 landskamper för U19-landslaget och 20 landskamper för U23-landslaget. Hon var även med när Sverige vann guld i U19-EM 2012 efter att ha besegrat Spanien med 1–0 efter förlängning.
Den 21 oktober 2016 debuterade Andersson för A-landslaget i en 7–0-vinst över Iran.